# Кам'яна Гірка (заказник)
Кам'яна́ Гі́рка — лісовий заказник місцевого значення в Україні. Розташований у межах Овруцького району Житомирської області, неподалік від села Червонка. 
Площа 5,8 га. Статус надано згідно з рішенням Житомирського облвиконкому від 31.03.1984 року, № 149. Перебуває у віданні ДП «Словечанське ЛГ» (Кованське лісництво, кв. 36). 
Створений з метою охорони частини лісового масиву з насадженнями реліктового дуба скельного віком понад 80 років, що росте на відногах Словечансько-Овруцького кряжа. 